# Periclimenaeus pearsei
Periclimenaeus pearsei is een garnalensoort uit de familie van de Palaemonidae. De wetenschappelijke naam van de soort is voor het eerst geldig gepubliceerd in 1932 door Schmitt.